# Pháp trong Chiến tranh Cách mạng Mỹ

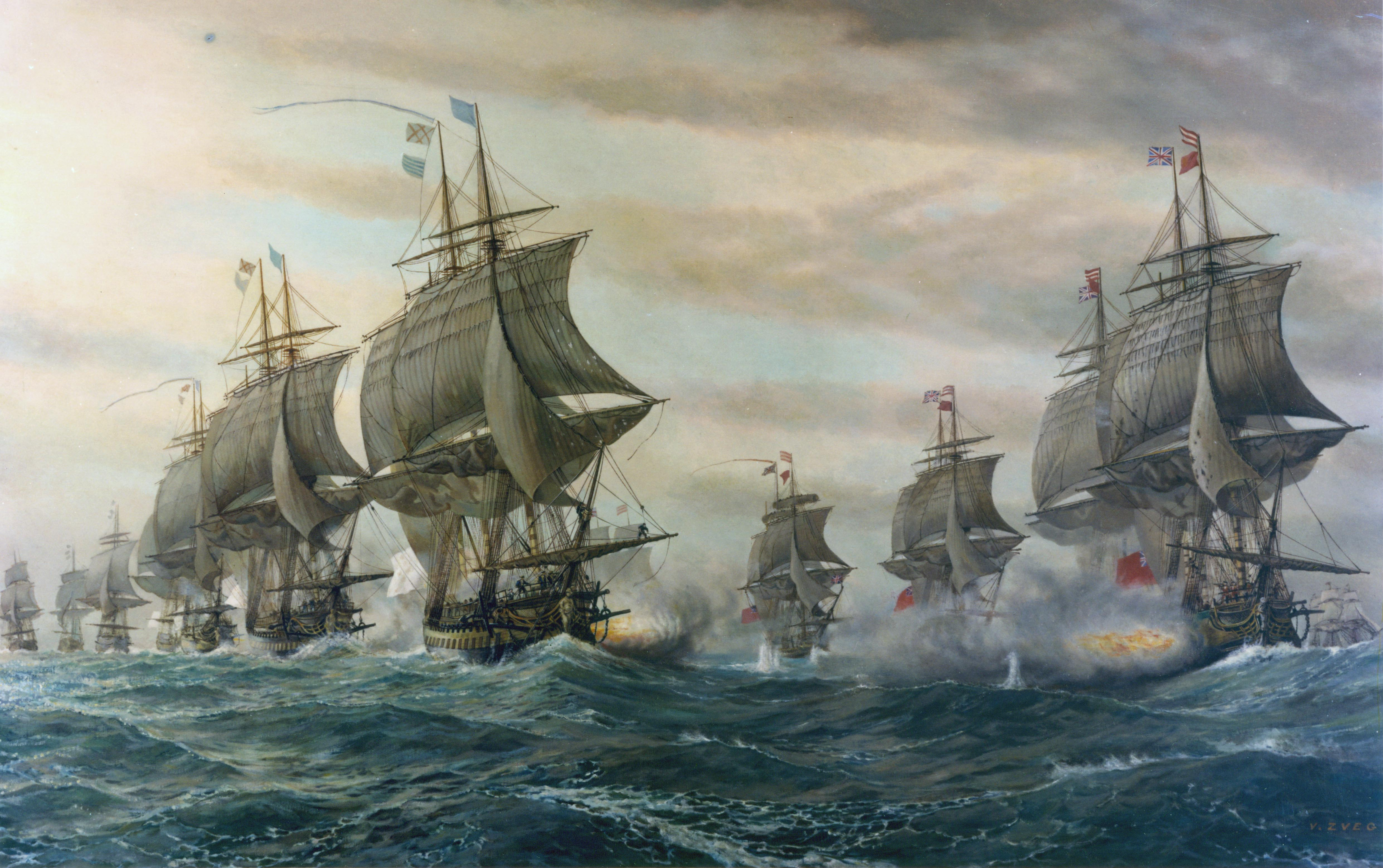
Các tàu của Pháp (trái) và Anh (phải) tại Trận Chesapeake ngoài khơi Yorktown năm 1781; phần lớn hạm đội Anh đã bị tiêu diệt, khiến Bá tước Cornwallis không còn lựa chọn nào khác ngoài việc phải đầu hàng.

Pháp tham gia vào Chiến tranh Cách mạng Hoa Kỳ (1775–1783), bắt đầu vào năm 1776 khi Vương quốc Pháp của Vua Louis XVI bí mật vận chuyển tiếp tế cho Quân đội Lục địa của Mười ba thuộc địa khi nó được thành lập vào tháng 06 năm 1775. Pháp là một đối thủ lịch sử lâu dài với Vương quốc Anh.
Một Hiệp ước liên minh giữa quân đội Pháp và quân lục địa được thực hiện vào năm 1778, dẫn đến việc người Pháp chuyển tài chính, khí tài quân sự và quân đội gửi đến Hoa Kỳ. Một cuộc chiến tranh toàn cầu với Anh bắt đầu ngay sau đó. Đế quốc Tây Ban Nha và Cộng hòa Hà Lan cũng bắt đầu gửi hỗ trợ cho đồng minh của mình, cùng với các diễn biến chính trị khác ở châu Âu, khiến người Anh không còn đồng minh trong cuộc xung đột (ngoại trừ người Hessia). Tây Ban Nha tuyên chiến vào năm 1779, và chiến tranh giữa Anh và Hà Lan cũng diễn ra ngay sau đó.
Sự giúp đỡ của Pháp là một đóng góp quan trọng và quyết định đối với chiến thắng cuối cùng trong cuộc Chiến tranh Cách mạng Mỹ. Tuy nhiên, do chi phí tham gia vào cuộc chiến quá lớn, Pháp đã phải gánh khoản nợ hơn 1 tỷ livre (hơn 318,3 tấn vàng ròng theo thời giá năm 1793), điều này gây căng thẳng đáng kể cho nền tài chính triều đình Bourbon. Việc chính phủ Pháp không kiểm soát được chi tiêu (kết hợp với các yếu tố khác) đã dẫn đến tình trạng bất ổn trong nước, mà cuối cùng lên đến đỉnh điểm là một cuộc cách mạng vài năm sau khi xung đột giữa Mỹ và Anh kết thúc. Quan hệ giữa Pháp và Hoa Kỳ sau đó trở nên xấu đi, dẫn đến Chiến tranh Quasi năm 1798.

## Sự tham gia của Pháp

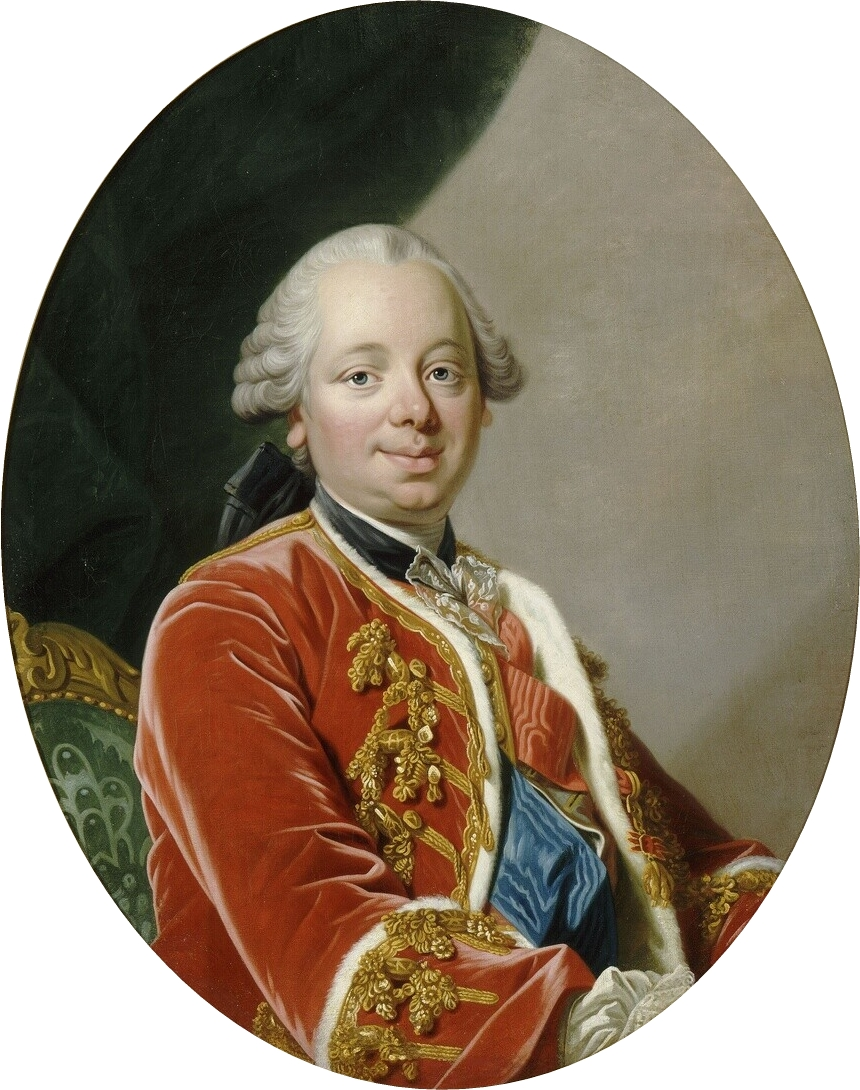
Công tước xứ Choiseul tích cực tổ chức lại quân đội và hải quân Pháp cho cuộc chiến trả thù nước Anh trong tương lai.